# Maria Bellová
Maria Bellová (nepřechýleně Maria Bello, 18. dubna 1967, Norristown, Pensylvánie, USA) je americká filmová i televizní herečka a spisovatelka. Je známá především z filmů Ten třetí, Dějiny násilí, Děkujeme, že kouříte, nebo Láska podle předlohy. Byla dvakrát nominována na cenu Zlatý glóbus; poprvé v roce 2004 za film Smolař a podruhé roku 2006 za film Dějiny násilí. Avšak ani jednu z nominací neproměnila.

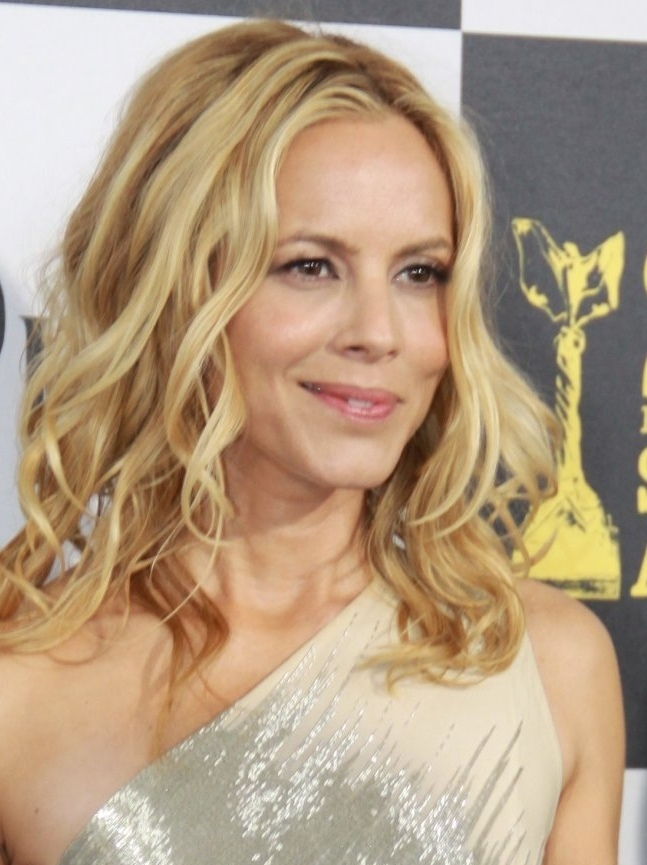
Maria Bellová v březnu 2010

## Život
Maria Bellová se narodila v Norristownu v Pensylvánii, Spojené státy americké. Jejími rodiči jsou Kathy, zdravotní sestra a učitelka, a Joe Bell, podnikatel. Otec Joe je původem Ital žijící v Americe, zatímco Kathy je původem Polka. Byla vychovávána jako římská katolička a později absolvovala Archbishop John Carroll High School v Radnoru v Pensylvánii. Později nastoupila na Villanova University, kde vystudovala politologii. Po dokončení studií se rozhodla zdokonalovat své herecké schopnosti v celé řadě newyorských divadel, kde jako herečka začínala.
Po zemětřeseních na Haiti roku 2010 založila Bellová společně s Aledou Frishmanovou, Alison Thompsonovou and Barbarou Guillaumeovou organizace WE ADVANCE. Tato organizace podporuje haitské ženy, které pomáhají nebo starají se o nemocné a nemohoucí. Dalším cílem organizace je skoncování s domácím násilím na Haiti. Organizace WE ADVANCE sídlí v současné době ve zdravotním středisku v Cité Soleil. Maria Bellová je mimo jiné i členkou skupiny Darfur Women Action Group (DWAG), neziskové organizace, která realisuje aktivistické akce jménem obětí genocidy v Dárfúru.
Se svým bývalým přítelem Danem McDermottem má syna Jacksona. V roce 2013 vydala článek v The New York Times Coming Out as a Modern Family, ve kterém se přiznala k romantickému vztahu s Clare Munn.
V dubnu 2015 vydala knihu s názvem Whatever...Love Is Love: Questioning the Labels We Give Ourselves.

## Kariéra
Bellová začínala svoji hereckou kariéru v newyorských divadlech. Její televizní debut přišel v roce 1996 a jednalo se o roli ve třinácti epizodách seriálu Pan a paní Smithovi. V prvním filmu si zahrála dva roky nato; střihla si roli Kitty ve snímku Půlnoc nikdy nekončí. Později hrála především ve filmech, většinou se jednalo o vedlejší role. Její první velká role přišla roku 1999 a jednalo se o film Odplata s Melem Gibsonem, kde si zahrála postavu Rosie. Poté roku 2003 získala vedlejší roli ve filmu Smolař, za který byla nominována na Zlatý glóbus, který ale nezískala. V roce 2005 získala hned dvě velké role a to ve filmech Děkujeme, že kouříte (v hlavní roli Aaron Eckhart) a Dějiny násilí (Viggo Mortensen v hlavní roli), za který byla opět nominována na Zlatý glóbus a vyhrála ocenění New York Film Critics Circle.
Roku 2007 získala roli ve snímku Láska podle předlohy, který byl zfilmován na základě knihy od Karen Joy Fowlerové. Následně se objevila v dalších vedlejších rolích ve filmech a roku 2012 získala roli i v několika epizodách seriálu Doteky osudu.
Roku 2016 si zahrála roli seržantky Reznikové v americkém filmu Pátá vlna v hlavní roli s mladou herečkou Chloë Grace Moretzovou.
V roce 2018 byla obsazena do romantického fantasy drama Den co den jako Lindsay, Rhiannonina matka.

## Osobní život
Od roku 1999 do roku 2006 chodila s americkým producentem Danem McDermottem. Dvojice má syna Jacksona Bluea. Během let 2008 až 2010 chodila s americkým producentem Brynem Mooserem. Dvojice se v červenci 2008 zasnoubili, ale na konec k svatbě nedošlo. Od roku 2011 do roku 2016 chodila s Clare Munn.

## Filmografie

### Film
| Rok  | Název                                   | Role                                            | Poznámky |
| ---- | --------------------------------------- | ----------------------------------------------- | -------- |
| 1998 | Půlnoc nikdy nekončí                    | Kitty                                           |          |
| 1999 | Odplata                                 | Rosie                                           |          |
| 2000 | Divoké kočky                            | Lil Lovell                                      |          |
| 2000 | Karaoke                                 | Suzi Loomis                                     |          |
| 2001 | China: The Panda Adventure              | Ruth Harkness                                   |          |
| 2002 | Auto Focus - Muži uprostřed svého kruhu | Patricia Olson / Patricia Crane / Sigrid Valdis |          |
| 2002 | Zahni, kde můžeš                        | Monica                                          |          |
| 2003 | Smolař                                  | Natalie Belisario                               |          |
| 2004 | Silver City                             | Nora Allardyce                                  |          |
| 2004 | Tajemné okno                            | Amy Rainey                                      |          |
| 2005 | Přepadení 13. okrsku                    | Alex Sabian                                     |          |
| 2005 | Dějiny násilí                           | Edie Stall                                      |          |
| 2005 | Tma                                     | Adélle                                          |          |
| 2006 | Děkujeme, že kouříte                    | Polly Bailey                                    |          |
| 2006 | Sestry                                  | Marcia Prior Glass                              |          |
| 2006 | Flicka                                  | Nell McLaughlin                                 |          |
| 2006 | World Trade Center                      | Donna McLoughlin                                |          |
| 2007 | Láska podle předlohy                    | Jocelyn                                         |          |
| 2007 | Důvěrnosti                              | Gail Monahan                                    |          |
| 2007 | Klub vyděračů                           | Abby Randall                                    |          |
| 2008 | Kdo chce zabít Nancy?                   | Nancy Stockwell                                 |          |
| 2008 | The Yellow Handkerchief                 | May                                             |          |
| 2008 | Mumie: Hrob Dračího císaře              | Evelyn O'Connell                                |          |
| 2009 | Soukromé životy Pippy Lee               | Suky                                            |          |
| 2010 | Manažeři                                | Sally Wilcox                                    |          |
| 2010 | Machři                                  | Sally Lamonsoff                                 |          |
| 2011 | Krásný chlapec                          | Kate Carroll                                    |          |
| 2011 | Bez dechu                               | Mara Harper                                     |          |
| 2011 | Noční jízda                             | Lorraine                                        |          |
| 2013 | Machři 2                                | Sally Lamonsoff                                 |          |
| 2013 | Zmizení                                 | Grace Dover                                     |          |
| 2013 | Ten třetí                               | Theresa                                         |          |
| 2014 | Big Driver                              | Tess Thorne                                     |          |
| 2015 | McFarland: Útěk před chudobou           | Cheryl White                                    |          |
| 2015 | Demonic                                 | Dr. Elizabeth Klein                             |          |
| 2015 | Město statečných                        | Martha                                          |          |
| 2016 | Pátá vlna                               | seržantka Reznik                                |          |
| 2016 | The Confirmation                        | Bonnie                                          |          |
| 2016 | Zhasni a zemřeš                         | Sophie                                          |          |
| 2016 | The Late Bloomer                        | Brenda Newmans                                  |          |
| 2016 | Max Steel                               | Molly McGrath                                   |          |
| 2016 | Wait Till Helen Comes                   | Jean                                            |          |
| 2017 | Hledání Felliniho                       | Claire                                          |          |
| 2018 | Den co den                              | Lindsey                                         |          |
| 2018 | Better Start Running                    | Agent McFadden                                  |          |
| 2018 | Malé velké lži                          | Carly Winter                                    |          |
| 2020 | Vodouch                                 | Sheriff Goodwin                                 |          |

### Televize
| Rok        | Název                                     | Role                            | Poznámky |
| ---------- | ----------------------------------------- | ------------------------------- | -------- |
| 1996       | Pan a paní Smithovi                       | Paní Smithová                   | 13 dílů  |
| 1997–1998  | Pohotovost                                | Dr. Anna Del Amico              | 12 dílů  |
| 2010       | Zákon a pořádek: Útvar pro zvláštní oběti | Vivian Arliss                   | 2 díly   |
| 2011–2012  | Prime Suspect                             | Jane Timoney                    | 13 dílů  |
| 2012–2013  | Doteky osudu                              | Lucy Robbins                    | 13 dílů  |
| 2016       | Goliath                                   | Michelle McBride                | 8 dílů   |
| 2017–dosud | Námořní vyšetřovací služba                | spec. agentka Jacqueline Sloane |          |
| 2017       | XQ Super School Live                      | Herself                         | 1 díl    |
| 2018       | Živí mrtví                                | TBA                             | Season 9 |